# Mauerbach (Wienfluss)
Der Mauerbach ist ein Bach in Niederösterreich und Wien. Er ist der wichtigste Zubringer des Wienflusses.

## Verlauf
Der Mauerbach hat eine Länge von 12.420 m. Davon liegen 8100 m in Niederösterreich und 4320 m in Wien. Er weist ein Gefälle von 14,7 ‰ auf, das für einen Wienerwald-Bach vergleichsweise wenig ist. Sein Einzugsgebiet ist 38,1 km² groß.

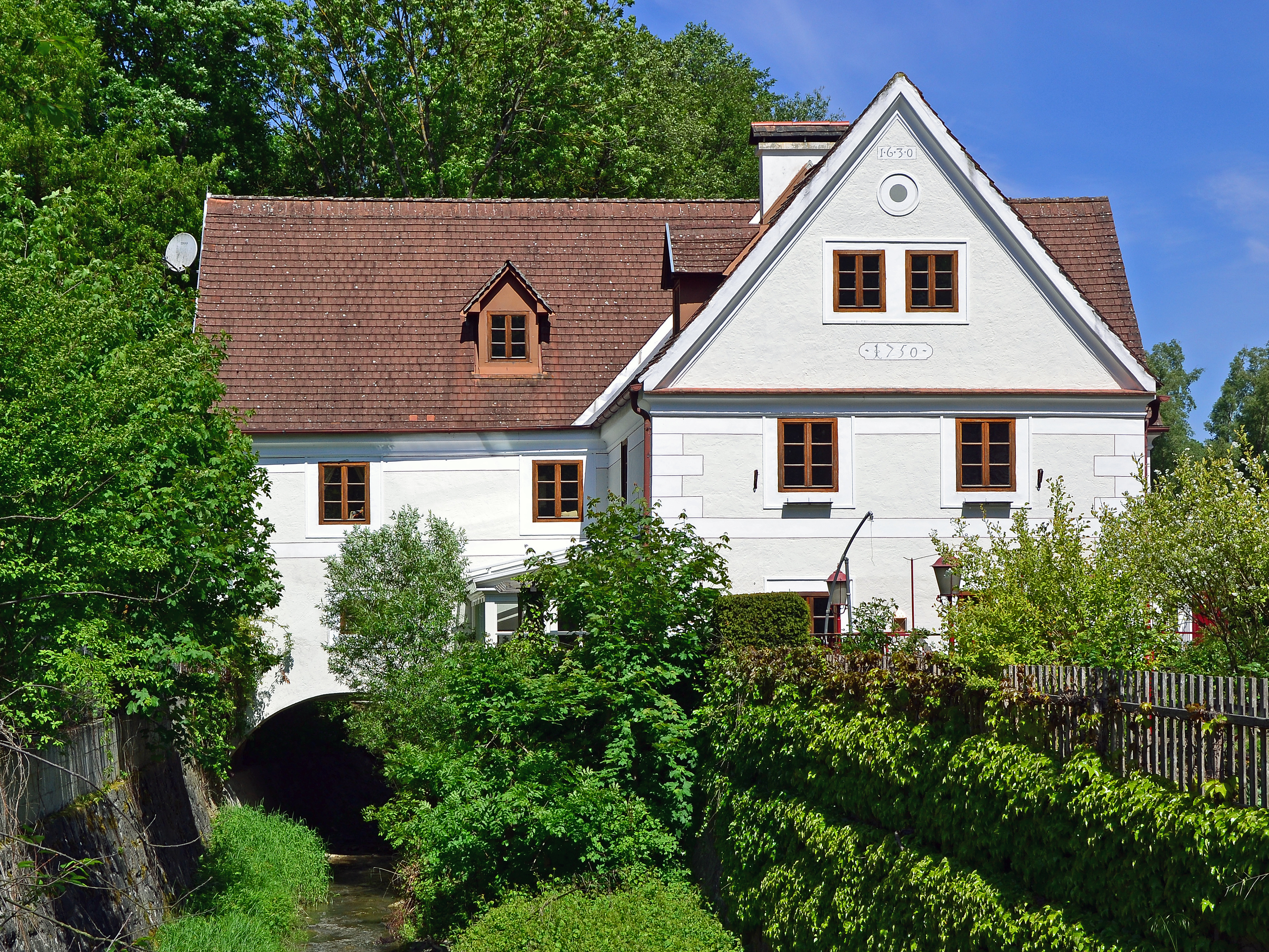
Mauerbach bei der Stiftsmühle bei der Kartause Mauerbach

Der Bach entspringt am Tulbinger Kogel in der Marktgemeinde Tulbing. Er verläuft anschließend durch die Marktgemeinde Mauerbach und passiert dort die Kartause Mauerbach. Zu seinen niederösterreichischen Zubringern zählen in Fließrichtung linksseitig der Goldbrunngraben, rechtsseitig der Groißaubach, linksseitig der Pitzelsdorfer Bach, rechtsseitig der Hirschgraben und linksseitig der Steinbach.
Danach fließt der Mauerbach durch den Bezirksteil Hadersdorf des 14. Wiener Gemeindebezirks Penzing. Er nimmt linksseitig den Hainbach, rechtsseitig den Hannbaumbach und linksseitig den Kasgraben auf. Er verläuft beim Wasserschloss Laudon, dessen umliegenden Teich er speist. Es folgt der Kolbeterberggraben als linksseitiger Zubringer. Dann fließt der Mauerbach durch das Mauerbach-Rückhaltebecken, das die meiste Zeit über abgelassen ist und nur bei starkem Hochwasser geflutet wird. Nach dem ehemaligen Kloster Mariabrunn wird er in das Rückhaltebecken Auhof eingeleitet, um schließlich im Bezirksteil Hütteldorf vor der Nikolaibrücke in den Wienfluss zu münden.
Der Mauerbach führt das ganze Jahr über Wasser. Sein mittlerer Abfluss (MQ) beträgt rund 0,3 m³/s. Bei einem Jahrhunderthochwasser (HQ100) werden 64,7 m³/s erreicht. Beim Mauerbach besteht eine im Wiener Vergleich hohe, wenn auch nicht sehr hohe Gefahr von Überflutungen. Im Fall eines Jahrhunderthochwassers sind in geringem Ausmaß Infrastruktur und Wohnbevölkerung betroffen.

## Geschichte

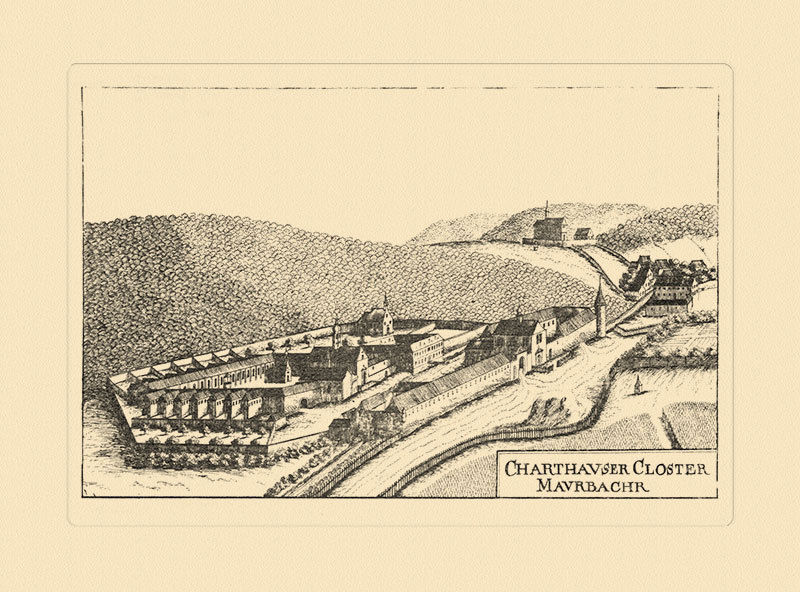
Kartause Mauerbach mit Bach auf einem Kupferstich von Georg Matthäus Vischer (17. Jahrhundert)

Im Jahr 1231 wurden die Herren von „Muwerbach“ erstmals urkundlich erwähnt.
In einer Hochwasserperiode, die ihren Höhepunkt in den 1780er Jahren erreichte, liegt die wahrscheinliche Ursache für eine vorübergehende Verbreitung des Bachbetts im Unterlauf auf bis zu 60 m. Ein Hochwasser im Jahr 1785 zerstörte den Pfarrhof und das Pfarrarchiv im Ort Mauerbach. Im Zuge der Errichtung der Westbahnstrecke durch die Gesellschaft k.k. privilegierte Kaiserin Elisabeth-Bahn in den 1850er Jahren wurde das Bachbett am Unterlauf über eine Länge von 450 m reguliert und stark verengt. Die große Wienflussregulierung an der Wende des 19. zum 20. Jahrhundert wirkte sich auch auf den Mündungsbereich des Mauerbachs aus, der über eine Länge von 2000 m komplett hart verbaut wurde. In dieser Zeit wurde zur Hochwassersicherung auch das Rückhaltebecken des Mauerbachs in Wien errichtet.
Das Rückhaltebecken und ein verbauter Bachabschnitt in Wien wurden in den 1990er Jahren renaturiert. In der Marktgemeinde Mauerbach wurde 2007 bei der Einsiedelei ein weiteres Rückhaltebecken fertiggestellt.

## Ökologie

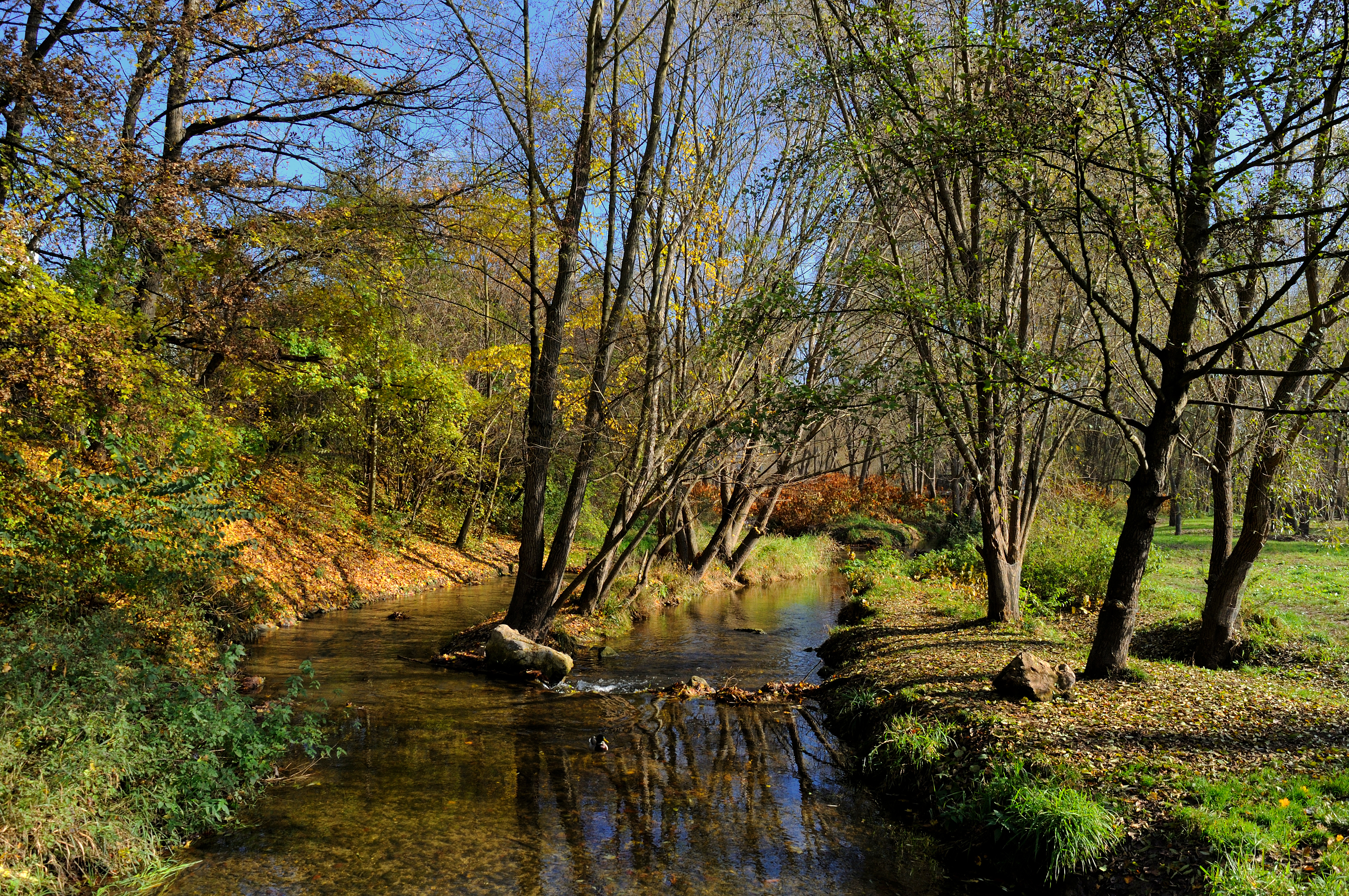
Mauerbach-Rückhaltebecken nahe der Hüttergasse in Wien

Entlang des Mauerbachs wachsen fast durchgehend Gehölze. Vorherrschend sind Eschen, zu denen vereinzelt Schwarz-Erlen und Bruch-Weiden kommen. Beim Rückhaltebecken in Wien wurde am Ufer eine Reihe Silber-Weiden gepflanzt und auf der Höhe von Schloss Laudon gibt es ein Robinien-Wäldchen. Eine problematische invasive Pflanze ist der Japanische Staudenknöterich.
Der Bach ist ein Lebensraum des Steinkrebses (Austropotamobius torrentium). Er dient zudem als Laichgewässer für Springfrösche (Rana dalmatina) und Grasfrösche (Rana temporaria).
Von besonderer Bedeutung als Standort mehrerer selten vorkommender Sumpf- und Wasserpflanzen ist das Mauerbach-Rückhaltebecken in Wien. Dazu zählen die nach dem Wiener Naturschutzgesetz streng geschützten Pflanzenarten Froschbiss (Hydrocharis morsus-ranae), Pfeilkraut (Sagittaria sagittifolia) und Wasser-Schwertlilie (Iris pseudacorus). Die Ufer des Rückhaltebeckens sind von Rohrglanzgras-Röhricht geprägt, in dem die stark gefährdete Kurzflüglige Schwertschrecke (Conocephalus dorsalis) nachgewiesen wurde.

## Brücken

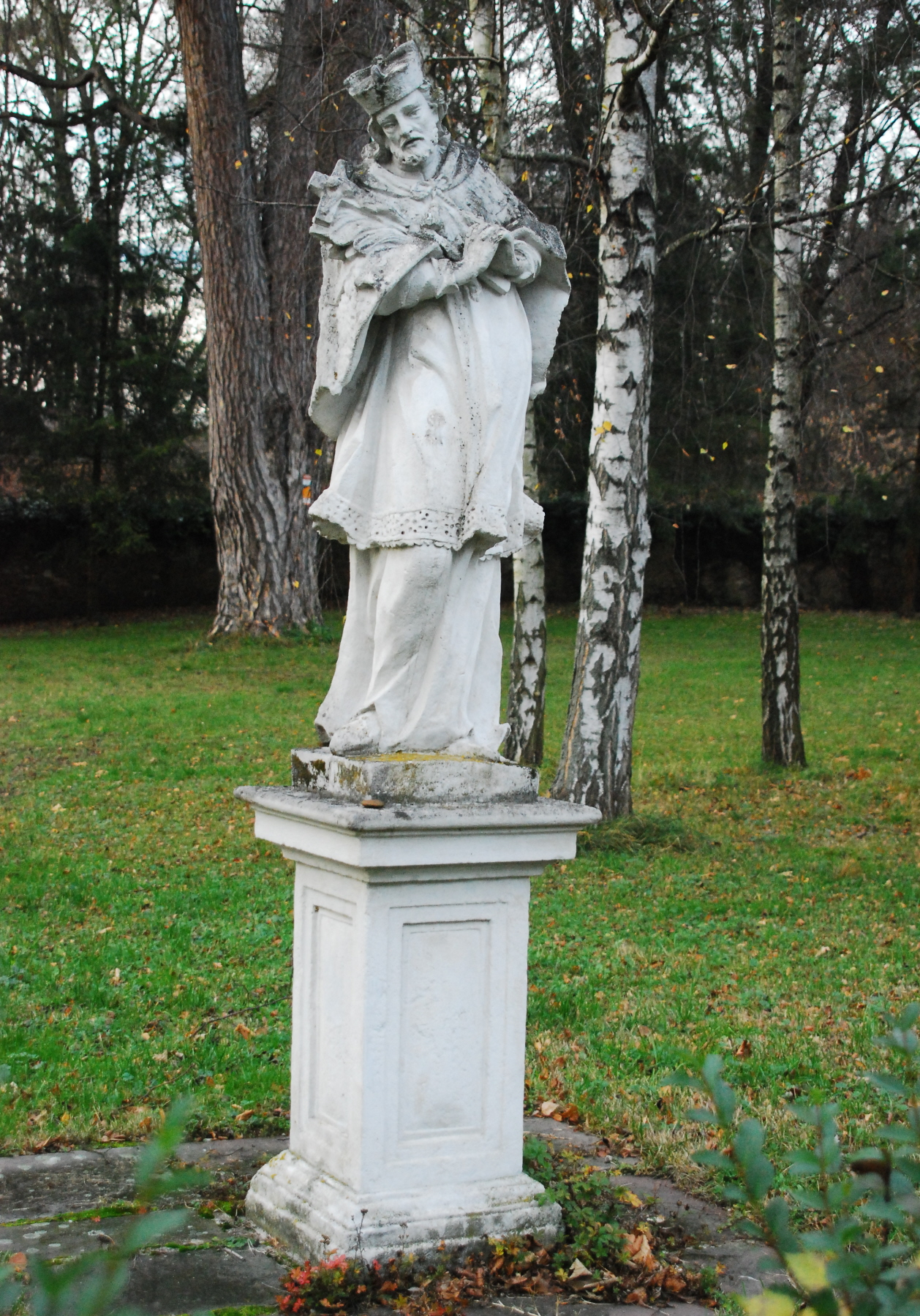
Statue des Brückenheiligen Johannes Nepomuk bei der Mauerbachbrücke

Der Mauerbach wird von mehreren Brücken gequert. In Wien sind dies, gereiht in Fließrichtung:
- Augustinerwaldbrücke: Die 13 m lange und 6 m breite Stahlbeton-Straßenbrücke der Hohe-Wand-Gasse wurde 1989 erbaut.
- Mauerbachbrücke: Die 16 m lange und 18 m breite Stahlbeton-Straßenbrücke der Mauerbachstraße wurde 1954 erbaut.
- Josef-Harrer-Brücke: Die 16 m lange und 4 m breite Fußgeherbrücke aus Stahl wurde 1988 erbaut.
- August-Ritt-Brücke: Die 20 m lange und 18 m breite Stahlbeton-Straßenbrücke der Hauptstraße wurde 1978 erbaut.
- Wienflussaufsichtssteg: Die 15 m lange und 2 m breite Fußgeherbrücke aus Stahl wurde 1901 erbaut.
- Wolf-in-der-Au-Brücke: Die 16 m lange und 6 m breite Beton-Straßenbrücke wurde 1897 erbaut.[15]